# Mametz (Somme)
Mametz foi uma comuna francesa na região administrativa de Altos da França, no departamento de Somme. Estendia-se por uma área de 7,25 km². Em 2010 a comuna tinha 291 habitantes (densidade: 40,1 hab./km²).
Em 1 de janeiro de 2019, passou a formar parte da nova comuna de Carnoy-Mametz.